# Подгорное (Волынская область)
Подго́рное (укр. Підгірне) — село в Копачовской сельской общине Луцкого района Волынской области Украины.
До 2020 года входило в Рожищенский район.
Код КОАТУУ — 0724580303. Население по переписи 2001 года составляет 310 человек. Почтовый индекс — 45144. Телефонный код — 3368. Занимает площадь 0,054 км².